# Голарек, Эмиль
Эмиль Голарек (26 января 1867[…], Лоуни[…] — 26 февраля 1919[…], Подоли) — чешский художник-символист.

## Биография
Родился в Лоуни в семье часовщика Яна Голарека. Окончил государственную школу в родном городе. С юного возраста Голарек проявлял художественный талант, и благодаря этому после окончания школы сумел получить стипендию городского магистрата для обучения в Пражской академии художеств, куда поступил в 1882 году, и где его основным учителем был Максимилиан Пирнер. После периода обучения в Праге, Голарек отправился в Мюнхен, где изучал живопись ещё шесть лет. 
В 1889 году он вернулся в Прагу и продолжил свое обучение в академии на курсе другого профессора. Наконец, в 1892 году он уехал в Рим на один год, а после возвращения в Прагу участвовал в росписи интерьеров здания пражского банка. Как художник, Голарек увлекался символизмом и находился под влиянием творчества немецкого символиста Макса Клингера.  
В 1895 году Голарек опубликовал первое издание своей серии рисунков под названием «Размышления над Катехизисом». Рисунки вызвали большой интерес у публики, и в дальнейшем ещё неоднократно публиковались. В 1901 году художник опубликовал цикл рисунков под названием «Ночь», за которым в том же году последовал еще один цикл рисунков (на стихи Ярослава Врхлицкого) под названием «Сон». В 1906 году он снова опубликовал цикл рисунков под названием «Война», в которых  отразил сокрушительное поражение Российской империи в Русско-японской войне 1905 года. В 1916 году почти пятидесятилетний Эмиль Голарек поступил на военную службу в австро-венгерскую армию. Он дослужился до старшего лейтенанта и получил несколько наград. Он вернулся с войны с подорванным здоровьем и вскоре скончался. Похоронен в родном городе.

## Галерея
- Сон художника.
- Пьяный отец — несчастная семья.
- Демоны.
- За кулисами.
- На Олимпе.
- Адам и Ева.